# 1953 en basket-ball
Chronologie du basket-ball
1952 en basket-ball - 1953 en basket-ball - 1954 en basket-ball
Les faits marquants de l'année 1953 en basket-ball :

## Mars
- 7 au 22 mars : Première édition du Championnat du monde féminin : États-Unis.

## Mai
- Première édition de la coupe de France : ASVEL Lyon-Villeurbanne

## Juin
- Championnat d'Europe masculin : URSS

## Récapitulatifs des principaux vainqueurs de compétitions 1952-1953

### Masculins
| Europe - France : Racing C.F. - Grèce : Panellinios Athènes. - Italie : Borletti Milano. - URSS : Dinamo Tbilissi. - Yougoslavie : Étoile rouge de Belgrade. | Amériques - National Basketball Association : Minneapolis Lakers. | Afrique, Asie, Océanie |

### Féminines
| Europe - Espagne : non disputé (création en 1964). - France : Fémina Sport Montpellier. - Grèce : non disputé (création en 1968). - Italie : Ginnastica Comense. | Amériques | Afrique, Asie, Océanie |